# 영국 자유당 (1989년)
영국 자유당(영어: Liberal Party)은 영국의 중도주의 정당으로 1989년에 설립했다.

## 같이 보기
- 자유민주주의
- 자유민주당 (영국)
- 자유당 (영국)
- 자유주의
- 휘그당 (영국)